# Andrew Sarauer
Pour les articles homonymes, voir Sarauer.
Andrew Sarauer (né le 17 novembre 1984 à Outlook dans la province de Saskatchewan au Canada) est un joueur professionnel canadien de hockey sur glace naturalisé hongrois,. Il évolue au poste d'ailier gauche.

## Biographie

### Carrière en club
Issu de la Ligue de hockey de la Colombie-Britannique, il est repêché par les Canucks de Vancouver au 125e rang lors du repêchage d'entrée dans la LNH 2004 puis joue quatre ans en tant qu'universitaire avec les Wildcats de Northern Michigan. Il commence sa carrière professionnelle en 2008-2009 avec les Chiefs de Johnstown de l'ECHL. Lors de cette même saison, il joue brièvement pour deux clubs de la Ligue américaine de hockey (Monsters du lac Érié et Admirals de Norfolk). 
Il joue deux nouvelles saisons dans l'ECHL avec les Royals de Reading puis part jouer au Danemark en 2011-2012 avec l'équipe des Frederikshavn White Hawks au championnat danois du AL-Bank Ligaen avant de retourner jouer dans l'ECHL avec les Wranglers de Las Vegas pour la saison 2012-2013.
Il s'engage en mai 2013 avec l'équipe hongroise de l'Alba Volán Székesfehérvár qui évolue au championnat autrichien de l'EBEL. Lors de la saison 2014-2015, il termine en tant que meilleur pointeur de l'EBEL avec 59 points, dont 21 buts et 38 aides, le tout totalisé en 54 parties.

### Carrière internationale
Possédant la nationalité hongroise, il représente la Hongrie En équipe nationale. Il joue avec l'équipe le tournoi de la division IA du championnat du monde 2015 et aide son équipe à accéder en division élite pour le prochain championnat. Il marque notamment deux buts lors du quatrième et avant-dernier match du tournoi qui est une victoire 4-2 contre l'Ukraine.

## Statistiques

### En club
| Saison    | Équipe                        | Ligue          |    | Saison régulière | Saison régulière | Saison régulière | Saison régulière | Saison régulière |   | Séries éliminatoires | Séries éliminatoires | Séries éliminatoires | Séries éliminatoires | Séries éliminatoires |
| Saison    | Équipe                        | Ligue          | PJ | B                | A                | Pts              | Pun              | PJ               | B | A                    | Pts                  | Pun                  |                      |                      |
| 2002-2003 | Salsa de Victoria             | LHCB           | 57 | 11               | 17               | 28               | 73               | -                | - | -                    | -                    | -                    |                      |                      |
| 2003-2004 | Hornets de Langley            | LHCB           | 57 | 43               | 32               | 75               | 71               | -                | - | -                    | -                    | -                    |                      |                      |
| 2004-2005 | Wildcats de Northern Michigan | NCAA           | 25 | 3                | 4                | 7                | 10               | -                | - | -                    | -                    | -                    |                      |                      |
| 2005-2006 | Wildcats de Northern Michigan | NCAA           | 17 | 2                | 3                | 5                | 8                | -                | - | -                    | -                    | -                    |                      |                      |
| 2006-2007 | Wildcats de Northern Michigan | NCAA           | 30 | 5                | 5                | 10               | 10               | -                | - | -                    | -                    | -                    |                      |                      |
| 2007-2008 | Wildcats de Northern Michigan | NCAA           | 40 | 3                | 6                | 9                | 16               | -                | - | -                    | -                    | -                    |                      |                      |
| 2008-2009 | Chiefs de Johnstown           | ECHL           | 49 | 19               | 27               | 46               | 71               | -                | - | -                    | -                    | -                    |                      |                      |
| 2008-2009 | Monsters du lac Érié          | LAH            | 15 | 1                | 1                | 2                | 8                | -                | - | -                    | -                    | -                    |                      |                      |
| 2008-2009 | Admirals de Norfolk           | LAH            | 3  | 0                | 0                | 0                | 2                | -                | - | -                    | -                    | -                    |                      |                      |
| 2009-2010 | Royals de Reading             | ECHL           | 71 | 28               | 35               | 63               | 65               | 16               | 3 | 3                    | 6                    | 24                   |                      |                      |
| 2010-2011 | Royals de Reading             | ECHL           | 60 | 25               | 42               | 67               | 40               | 8                | 3 | 4                    | 7                    | 2                    |                      |                      |
| 2010-2011 | IceHogs de Rockford           | LAH            | 1  | 0                | 0                | 0                | 0                | -                | - | -                    | -                    | -                    |                      |                      |
| 2010-2011 | Bears de Hershey              | LAH            | 1  | 0                | 0                | 0                | 0                | -                | - | -                    | -                    | -                    |                      |                      |
| 2011-2012 | Frederikshavn White Hawks     | AL-Bank Ligaen | 22 | 7                | 15               | 22               | 32               | 4                | 1 | 1                    | 2                    | 2                    |                      |                      |
| 2012-2013 | Wranglers de Las Vegas        | ECHL           | 70 | 21               | 42               | 62               | 66               | 7                | 4 | 6                    | 10                   | 4                    |                      |                      |
| 2013-2014 | Fehérvár AV19                 | EBEL           | 54 | 19               | 30               | 49               | 52               | 4                | 3 | 0                    | 3                    | 4                    |                      |                      |
| 2014-2015 | Fehérvár AV19                 | EBEL           | 54 | 21               | 38               | 59               | 55               | 6                | 1 | 4                    | 5                    | 6                    |                      |                      |
| 2015-2016 | Fehérvár AV19                 | EBEL           | 34 | 6                | 13               | 19               | 25               | -                | - | -                    | -                    | -                    |                      |                      |
| 2016-2017 | Fehérvár AV19                 | EBEL           | 54 | 18               | 25               | 43               | 44               | -                | - | -                    | -                    | -                    |                      |                      |
| 2017-2018 | EC Villacher SV               | EBEL           | 52 | 11               | 31               | 42               | 38               | -                | - | -                    | -                    | -                    |                      |                      |
| 2018-2019 | Fehérvár AV19                 | EBEL           | 41 | 18               | 24               | 42               | 46               | 6                | 1 | 3                    | 4                    | 4                    |                      |                      |
| 2019-2020 | Fehérvár AV19                 | EBEL           | 50 | 16               | 23               | 39               | 22               | -                | - | -                    | -                    | -                    |                      |                      |
| 2020-2021 | Fehérvár AV19                 | EBEL           | 23 | 4                | 12               | 16               | 22               | 4                | 0 | 0                    | 0                    | 4                    |                      |                      |
| 2021-2022 | Fehérvár AV19                 | EBEL           | 47 | 13               | 16               | 29               | 14               | 10               | 1 | 2                    | 3                    | 8                    |                      |                      |
| 2022-2023 | Fehérvár AV19                 | EBEL           | 48 | 8                | 10               | 18               | 25               | 6                | 0 | 1                    | 1                    | 2                    |                      |                      |

### En équipe nationale
| Année | Équipe  | Compétition               |   | PJ | B | A | Pts | Pun                        |  | Résultat |
| 2015  | Hongrie | Championnat du monde D1A  | 5 | 2  | 4 | 6 | 2   | 2e place (promu en élite)  |  |          |
| 2016  | Hongrie | Qualifications olympiques | 3 | 1  | 4 | 5 | 0   | Non qualifié               |  |          |
| 2016  | Hongrie | Championnat du monde      | 7 | 0  | 3 | 3 | 2   | 15e place (relégué en D1A) |  |          |
| 2017  | Hongrie | Championnat du monde D1A  | 5 | 1  | 1 | 2 | 4   | 5e place                   |  |          |
| 2018  | Hongrie | Championnat du monde D1A  | 5 | 1  | 1 | 2 | 2   | 4e place                   |  |          |